# Беннетт, Чарльз (астрофизик)
Чарльз Л. Беннетт (род. 16 ноября 1956) — американский астрофизик-наблюдатель, профессор физики и астрономии Университета Джонса Хопкинса. Научный руководитель одного из самых успешных проектов НАСА по изучению реликтового излучения — WMAP. Член Национальной Академии наук США, Американской ассоциации содействия развитию науки, Американского физического общества, Американской академии искусств и наук .

## Биография
В 1978 году с отличием закончил Мэрилендский университет в Колледж-Парке по специальности «физика» и «астрономия». С 1976 по 1978 год проходил летнюю практику в Департаменте геомагнетизма Института Карнеги. В 1984 году стал доктором философии по физике в Массачусетском технологическом институте.

## Научная деятельность
Беннет был заместителем научного руководителя по разработке избирательных микроволновых радиометров (DMR) для миссии COBE, подтвердившей анизотропию реликтового излучения. До 2005 года являлся старшим научным сотрудником по экспериментальной космологии и руководителем отдела инфракрасной астрофизики Центра космических полётов Годдарда.
В качестве руководителя миссии WMAP Беннетт способствовал получению беспрецедентно точных и надёжных данных о ключевых свойствах Вселенной, включая её возраст, кривизну, долю тёмной и барионной материи, уточнение космологической постоянной и постоянной Хаббла. Наблюдения реликтового излучения ранней Вселенной подтвердили правильность стандартной космологической модели.